# Frisia Zout
Frisia Zout is een bedrijf in Harlingen in de Nederlandse provincie Friesland dat vacuümzout wint uit een voorkomen dat zich op ongeveer 2800 meter diepte bevindt.

## Activiteiten
Het bedrijf is in 1996 gestart als Harlinger Zoutfabriek Frima en had toen 65 werknemers. Men exploiteert onder meer een zoutvoorkomen bij Sexbierum. Op 27 juli 2000 werd ze overgenomen door het Duitse bedrijf Kali und Salz (K+S) uit Kassel en ging verder onder de naam Frisia Zout. Later is het bedrijf opgegaan in Esco (European Salt Company), een onderdeel van K+S.
Jaarlijks wordt circa 1,2 miljoen ton zout (NaCl) gewonnen. Hiervan gaat 80% naar de zoutchemie en 20% voor huishoudelijk gebruik, de voedingsmiddelenindustrie en als strooizout. Verder vindt dit zout toepassing als waterontharder en in likstenen voor rundvee. Als nevenproduct wordt 25 à 30 kton kalkhoudend zout per jaar afgezet als bodemverbeteraar voor zure bodems.
Sinds 2006 wint Frisia zout bij Tzummarum. Het bedrijf mag hier zout winnen tot een maximale bodemdaling van dertig centimeter en de ondergrondse zoutcaverne mag niet groter worden dan 1 miljoen m³. Frisia had gevraagd dat laatste voorschrift aan te passen tot een omvang van 1,4 miljoen m³. De toezichthouder Staatstoezicht op de Mijnen (SodM) gaf een negatief advies en verder moet Frisia uiterlijk eind 2021 stoppen met de zoutwinning onder land. De landbouw is ook tegen, volgens LTO Noord onderschat Frisia Zout de risico’s op scheurvorming en snellere bodemdaling. Vanwege het negatieve advies en de korte tijd die nog rest om daar zout te winnen heeft Frisia besloten het verzoek in te trekken.

## Zoutwinning onder Waddenzee
Medio juli 2011 heeft Frisia Zout een vergunning verkregen voor winning van zout onder de Waddenzee. Het zout zit op ongeveer drie kilometer uit de kust en op twee kilometer diepte en wordt aangeboord vanaf een industrieterrein in Harlingen. Het Ministerie van Economische Zaken stelt wel als duidelijk voorwaarde dat de flora en fauna in de Waddenzee geen nadeel mag ondervinden van de zoutwinning.

## Kritiek
Kritiek is er vooral vanwege de door de zoutwinning te verwachten bodemdaling. Milieugroepen als: Laat het Zout maar Zitten vrezen vooral de zoutwinning onder de bodem van de Waddenzee. 